# Dicranomyia abjuncta
Dicranomyia abjuncta är en tvåvingeart som beskrevs av Alexander 1927. Dicranomyia abjuncta ingår i släktet Dicranomyia och familjen småharkrankar. Inga underarter finns listade i Catalogue of Life.